# Stromatocrea cerebriformis
Stromatocrea cerebriformis är en svampart som beskrevs av W.B. Cooke 1952. Stromatocrea cerebriformis ingår i släktet Stromatocrea och familjen Bionectriaceae.   Inga underarter finns listade i Catalogue of Life.